# Choluteca
Choluteca (del náhuatl: Cholotecah ‘Habitantes de Cholula’), oficialmente denominada Ciudad de Choluteca, también conocida como la Sultana del Sur y en menor medida, Villa de Jerez, es un municipio y una ciudad de la República de Honduras, cabecera del departamento de Choluteca. Es una de las ciudades coloniales más antiguas de la República de Honduras. Ubicada a 133 kilómetros de Tegucigalpa en la zona sur de Honduras, en la ribera del río Choluteca, en el departamento que lleva su mismo nombre.
La ciudad es la más grande e importante de la zona sur de Honduras y zona de encuentro regional, en la actualidad cuenta con un gran auge económico y experimenta un gran crecimiento demográfico.
Administrativamente, la ciudad de Choluteca se encuentra en el municipio de igual nombre, el cual tiene una superficie de 1072 km², siendo el gobierno municipal y de la ciudad el mismo.

## Toponimia
Chollolteca, que es la verdadera ortografía de esta palabra, es el plural gentilicio de Cholollan, hoy Cholula en el estado de Puebla, México, notable por un gran templo consagrado a Quetzalcóatl.
En el período clásico mesoamericano, los Cholultecas se dedicaron al comercio en un vasto territorio que abarcaba el sur de México, Belice, Guatemala, partes de El Salvador y Nicaragua; en el ejercicio de esta industria llegaron a la Costa Sur de Honduras, y fundaron Choluteca cientos de años antes de la conquista.

## Límites
La ciudad de Choluteca, ubicada en el municipio del mismo nombre, se encuentra en la región Sur del país.
| Orientación | Límite                                        |
| ----------- | --------------------------------------------- |
| Norte       | Municipio de Pespire, Choluteca               |
| Norte       | Municipio de Orocuina, Choluteca              |
| Norte       | Municipio de Apacilagua, Choluteca            |
| Sur         | República de Nicaragua                        |
| Este        | Municipio de Santa Ana de Yusguare, Choluteca |
| Este        | Municipio de Namasigüe, Choluteca             |
| Oeste       | municipios de Marcovia, Choluteca             |
| Oeste       | Municipio de San Lorenzo, Valle               |

## Historia
En la época precolombina la zona sur de Honduras fue ocupada por varias etnias indígenas, entre los que se destacan los Chorotegas. Con la llegada de los españoles a esta zona, se fundó en 1535 por don Cristóbal de la Cueva, como la Villa de Jerez de la Frontera de Choluteca de acuerdo a las políticas colonizadoras, de que debían fundarse centros urbanos en los cuatro puntos cardinales del territorio nacional, por lo que este poseía una ubicación estratégica para la comunicación con las hermanas Repúblicas de El Salvador y Nicaragua. Existen variaciones sobre la fundación de Choluteca, para Federico Lunardi es en 1535, para Rómulo Ernesto Durón su fundación data de 1533 y para Doris Stone fue en 1540, por lo que el historiador Marxis Lenin Hernández asegura que "hay que empezar a investigar la historia de Choluteca porque cada historiador da una fecha de fundación, sin embargo la más difundida es la versión de Federico Lunardi".
En 1692 el cabildo de Choluteca obtuvo de la Real Audiencia de Guatemala el permiso para trasladar la villa a su ubicación actual en la orilla opuesta del río Choluteca. El motivo del traslado fue evitar los peligros de las crecidas río y asegurar el tránsito con las minas de El Corpus.
Los grandes yacimientos de minerales y vastas extensiones de tierra aptas para la ganadería y la agricultura permitieron que se convirtiera en una de las más importantes y ricas villas de los españoles en Honduras. La catedral de la Inmaculada Concepción data de 1785.

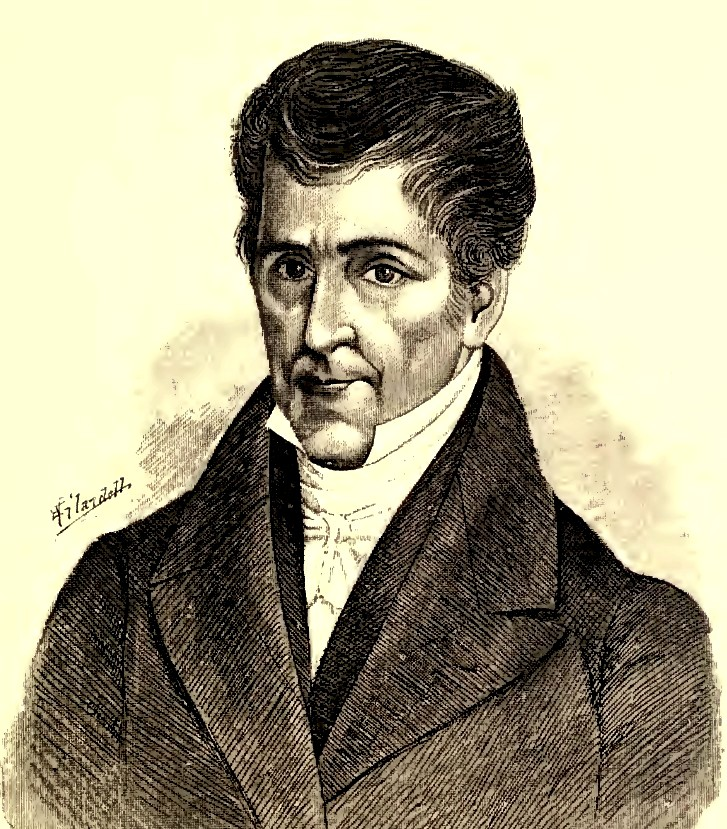
José Cecilio del Valle

En sus inicios Choluteca dependió de la gobernación de Guatemala y en 1580 pasó a formar parte de la Alcaldía Mayor de Tegucigalpa. El Congreso Nacional de la República le dio el título de ciudad a partir del 1 de octubre de 1845 bajo la presidencia de Coronado Chávez.
A partir de la fecha Choluteca fue desarrollándose como tal, hasta convertirse en lo que hoy es, uno de los centros históricos coloniales, culturales y comerciales más importantes del país.

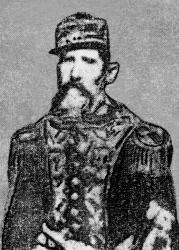
Florencio Xatruch, cuyo apellido es referente a todos los hondureños, tenía origen en Choluteca.

## Demografía
Choluteca tiene una población actual de 175 056 habitantes. De la población total, el 47.2 % son hombres y el 52.8 % son mujeres. Casi el 66.2 % de la población vive en la zona urbana.

### Datos migratorios
Los primeros pobladores fueron grupos amerindios procedentes de México. En el siglo XVI, al momento de fundarse la villa un flujo importante de españoles se asentaron comenzando un proceso de mestizaje con la población local. 
Debido al auge de la minería en la región cercana a la ciudad, esta recibió un flujo destacable de migrantes de Estados Unidos y Europa. Es destacar además de pequeños grupos procedentes de Nicaragua y China. A finales de siglo XIX ciudadanos procedentes de Alemania se asentaron en la ciudad. En el marco de la Segunda Guerra Mundial, muchos de ellos fueron despojados de sus propiedades, debido a que el gobierno se encontraba a favor de la política estadounidense, que en ese momento se encontraba en guerra con Alemania. En la actualidad algunas familias de origen alemán aún residen en la ciudad.
La población del municipio tiene un crecimiento estable, con un flujo emigratorio no muy importante.

## División política
- Aldeas: 25 (2013)
- Caseríos: 407 (2013)

| Código | Aldea                         |
| ------ | ----------------------------- |
| 060101 | Choluteca                     |
| 060102 | Agua Caliente de Linaca       |
| 060103 | Copal Abajo                   |
| 060104 | Copal Arriba                  |
| 060105 | El Apintal                    |
| 060106 | El Carrizo                    |
| 060107 | El Palenque                   |
| 060108 | El Pillado                    |
| 060109 | El Terrero Blanco             |
| 060110 | El Trapiche                   |
| 060111 | Fray Lázaro                   |
| 060112 | Hato Nuevo                    |
| 060113 | La Castaña o Santa Cruz de Ya |
| 060114 | La Picota                     |
| 060115 | Linaca                        |
| 060116 | Madrial                       |
| 060117 | Pavana                        |
| 060118 | San José de La Landa          |
| 060119 | San Martín                    |
| 060120 | San Rafael                    |
| 060121 | San Ramón Abajo               |
| 060122 | San Ramón Arriba              |
| 060123 | Santa Rosa de Sampile         |
| 060124 | Tapaire                       |
| 060125 | Tapatoca                      |

El área urbana de Choluteca a menudo se divide en barrios, colonias y residenciales.

### Barrios, Colonias y Residenciales
- Barrio Alegría
- Barrio Brisas del Sur
- Barrio Cabañas
- Barrio Corbeta
- Barrio El Centro
- Barrio El Edén
- Barrio El Estadio
- Barrio El Estruendo
- Barrio El Porvenir
- Barrio La Cruz
- Barrio La Libertad
- Barrio Las Acacias
- Barrio Las Colinas
- Barrio Las Vegas
- Barrio Los Fuertes
- Barrio Los Graneros
- Barrio Morazán
- Barrio Nueva Esperanza
- Barrio Sagrado Corazón
- Barrio San Juan Bosco
- Barrio San Luis
- Barrio San Pedro Sur
- Barrio Suyapa
- Barrio Víctor Argeñal
- Colonia 9 de Enero
- Colonia Altos del Aeropuerto Sur
- Colonia Arias Lagos
- Colonia Inmaculada Concepción
- Colonia Isidro Pineda Rodríguez
- Colonia Marcelino Champagnat
- Colonia Montecarlo
- Colonia Satélite
- Colonia Venecia
- Residencial Santa Marta
- Residencial Villas de Gualiqueme

## Política

### Alcaldes municipales
| Alcalde | Alcalde                  | Periodo   | Partido          |
| ------- | ------------------------ | --------- | ---------------- |
| 1       | Adriana de Jesús Guevara | 1994-1998 | Partido Liberal  |
| 2       | Juan Benito Guevara      | 1998-2002 | Partido Liberal  |
| 3       | Ricardo Andino Cruz      | 2002-2006 | Partido Nacional |
| 4       | Quintín Soriano Pérez    | 2006-2010 | Partido Liberal  |
| 5       | Quintín Soriano Pérez    | 2010-2014 | Partido Liberal  |
| 6       | Quintín Soriano Pérez    | 2014-2018 | Partido Liberal  |
| 7       | Quintín Soriano Pérez    | 2018-2022 | Partido Liberal  |
| 8       | Quintín Soriano Pérez    | 2022-2026 | Partido Liberal  |

## Clima
Choluteca se encuentra en una area de transición entre dos zonas cliamticas, teniendo un clima semiarido cálido (Köppen, BSh) y un clima tropical de sabana (Köppen, Aw) Posee dos estaciones climáticas: Invierno y verano, sus temperaturas aproximadamente están entre los 25 y 38 °C en invierno y de 29 y 47 °C en verano, es conocida por ser la ciudad en Honduras donde se registran las mayores temperaturas.
| Parámetros climáticos promedio de Choluteca | Parámetros climáticos promedio de Choluteca | Parámetros climáticos promedio de Choluteca | Parámetros climáticos promedio de Choluteca | Parámetros climáticos promedio de Choluteca | Parámetros climáticos promedio de Choluteca | Parámetros climáticos promedio de Choluteca | Parámetros climáticos promedio de Choluteca | Parámetros climáticos promedio de Choluteca | Parámetros climáticos promedio de Choluteca | Parámetros climáticos promedio de Choluteca | Parámetros climáticos promedio de Choluteca | Parámetros climáticos promedio de Choluteca | Parámetros climáticos promedio de Choluteca |
| Mes                                         | Ene.                                        | Feb.                                        | Mar.                                        | Abr.                                        | May.                                        | Jun.                                        | Jul.                                        | Ago.                                        | Sep.                                        | Oct.                                        | Nov.                                        | Dic.                                        | Anual                                       |
| ------------------------------------------- | ------------------------------------------- | ------------------------------------------- | ------------------------------------------- | ------------------------------------------- | ------------------------------------------- | ------------------------------------------- | ------------------------------------------- | ------------------------------------------- | ------------------------------------------- | ------------------------------------------- | ------------------------------------------- | ------------------------------------------- | ------------------------------------------- |
| Temp. máx. abs. (°C)                        | 39                                          | 40                                          | 40                                          | 42                                          | 43.9                                        | 40                                          | 40                                          | 40                                          | 38                                          | 37                                          | 37                                          | 36                                          | 43.9                                        |
| Temp. máx. media (°C)                       | 35.1                                        | 35.3                                        | 38.7                                        | 38.5                                        | 38.5                                        | 37.4                                        | 35.6                                        | 35.7                                        | 35.0                                        | 34.8                                        | 34.9                                        | 34.9                                        | 36.2                                        |
| Temp. media (°C)                            | 28.0                                        | 28.5                                        | 28.1                                        | 36.3                                        | 38.3                                        | 36.7                                        | 35.0                                        | 34.1                                        | 32.6                                        | 28.7                                        | 28.8                                        | 27.3                                        | 33.7                                        |
| Temp. mín. media (°C)                       | 22.0                                        | 22.5                                        | 23.5                                        | 24.2                                        | 24.2                                        | 24.1                                        | 24.1                                        | 24.0                                        | 23.9                                        | 23.4                                        | 23.3                                        | 22.4                                        | 23.5                                        |
| Temp. mín. abs. (°C)                        | 19                                          | 19                                          | 19                                          | 19                                          | 19                                          | 22                                          | 22                                          | 17                                          | 19                                          | 19                                          | 20                                          | 19                                          | 17                                          |
| Precipitación total (mm)                    | 8.6                                         | 1.2                                         | 8.4                                         | 3.2                                         | 106.3                                       | 105.0                                       | 69.5                                        | 121.6                                       | 113.0                                       | 103.0                                       | 77.7                                        | 7.3                                         | 724.8                                       |
| Días de lluvias (≥ 1 mm)                    | 0.6                                         | 0.3                                         | 0.6                                         | 3.6                                         | 6.1                                         | 6.7                                         | 3.6                                         | 5.8                                         | 8.1                                         | 9.2                                         | 5.3                                         | 1.7                                         | 51.6                                        |
| Horas de sol                                | 300                                         | 279                                         | 286                                         | 257                                         | 243                                         | 253                                         | 301                                         | 279                                         | 272                                         | 283                                         | 258                                         | 273                                         | 3284                                        |
| Humedad relativa (%)                        | 29                                          | 29                                          | 28                                          | 29                                          | 39                                          | 74                                          | 76                                          | 77                                          | 77                                          | 77                                          | 72                                          | 68                                          | 56.3                                        |
| Fuente: weatherspark.com                    |                                             |                                             |                                             |                                             |                                             |                                             |                                             |                                             |                                             |                                             |                                             |                                             |                                             |

## Infraestructura

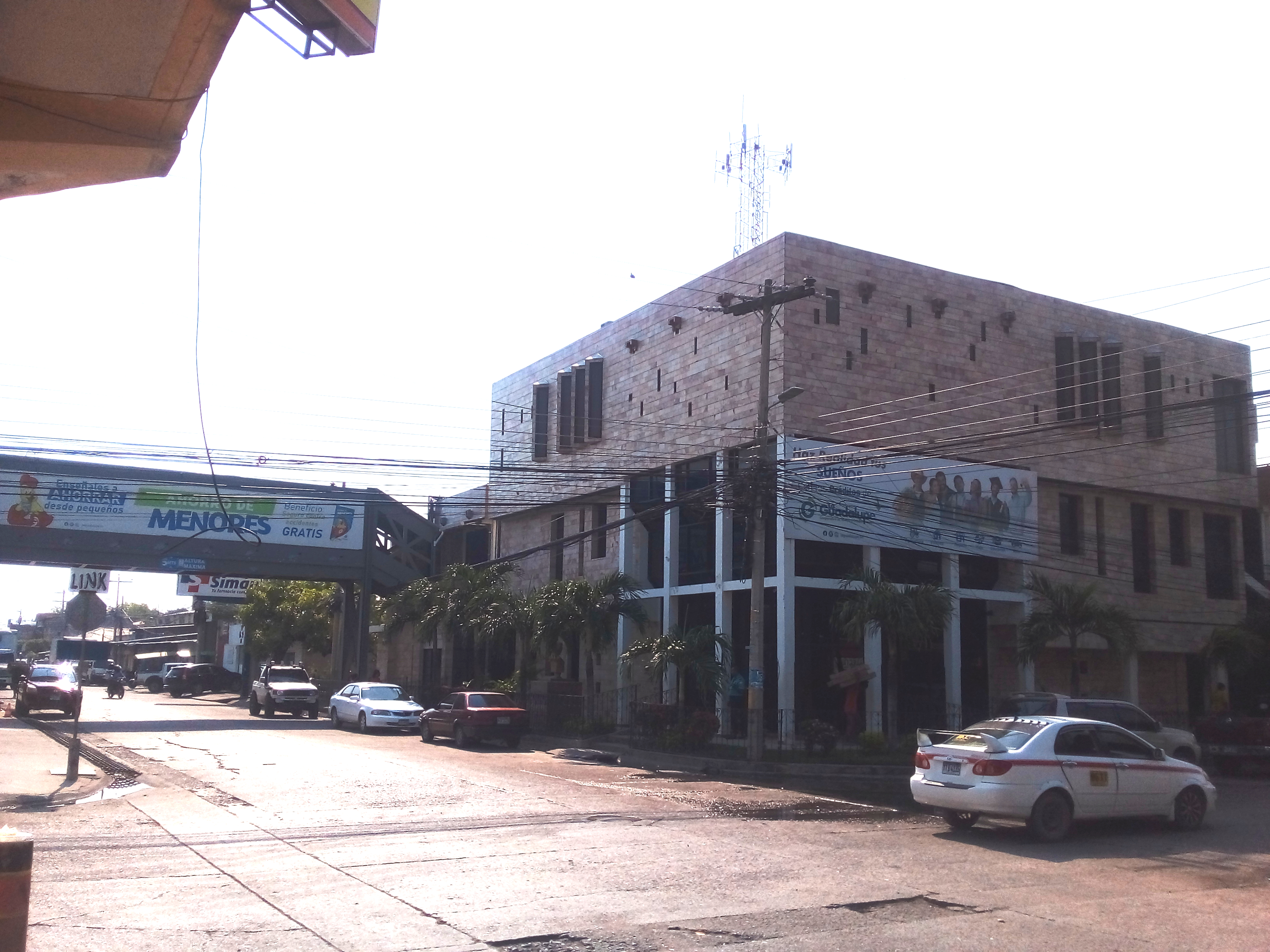
Edificio Financíero

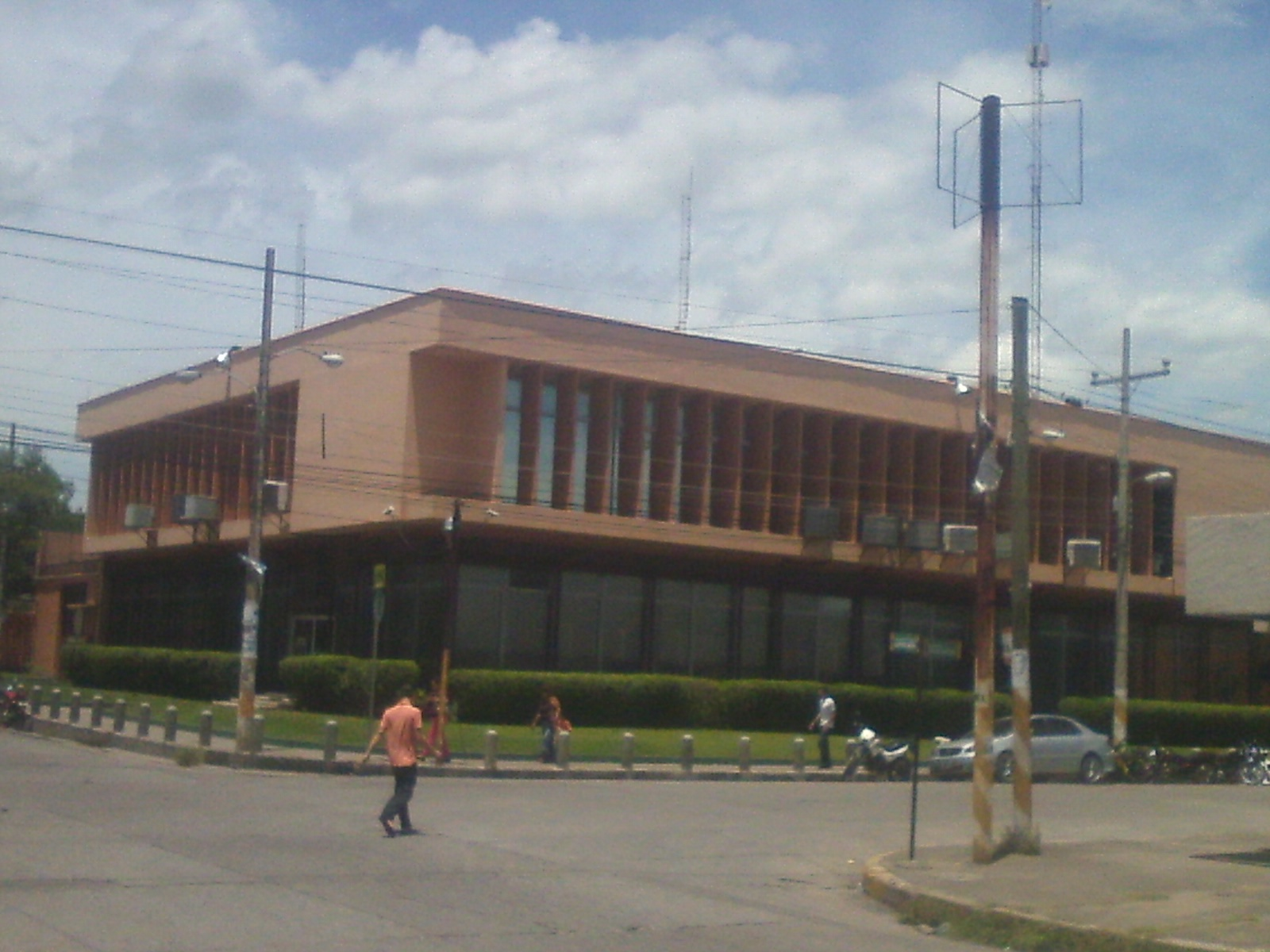
Banco Central de Honduras

La ciudad de Choluteca conjuga la modernidad, con la época colonial, ya que posee un espacio con viejos edificios, que datan de aproximadamente 300 años de antigüedad, declarados Monumentos Nacionales Históricos, donde nacieron hombres y se dieron acontecimientos que marcaron a toda Centroamérica. La estructura que presenta la ciudad es muy confortable, posee una buena cantidad de hoteles, restaurantes, centros comerciales y tiendas por departamentos que le dan un rostro de prosperidad a la misma cuyo auge económico se ha observado en los últimos años. Entre las primordiales ha sido el mejoramiento de las calles principales de la ciudad, específicamente en la zona colonial, Barrio El Centro y en diferentes sitios estratégicos de la ciudad. Asimismo en la ciudad se ha implementado la creación y conservación de áreas verdes en los principales parques y bulevares, ya que estos espacios son indispensables por los múltiples servicios ambientales y sociales que prestan dentro del ambiente urbano, como en generar oxígeno, la disminución de los niveles de contaminantes en el aire; la disminución de los efectos de las llamadas islas de calor y el amortiguamiento de los niveles de ruido. La construcción de edificios, tiendas, bodegas de negocios y empresas nacionales, como extranjeras han convertido el rostro de la ciudad a una más moderna y prospera.

En cuanto a los servicios sociales, las áreas verdes urbanas representan los espacios favoritos para el esparcimiento, recreación y deporte de sus habitantes, además del realce de la imagen urbana, haciendo de ella una ciudad más agradable y con una identidad propia.

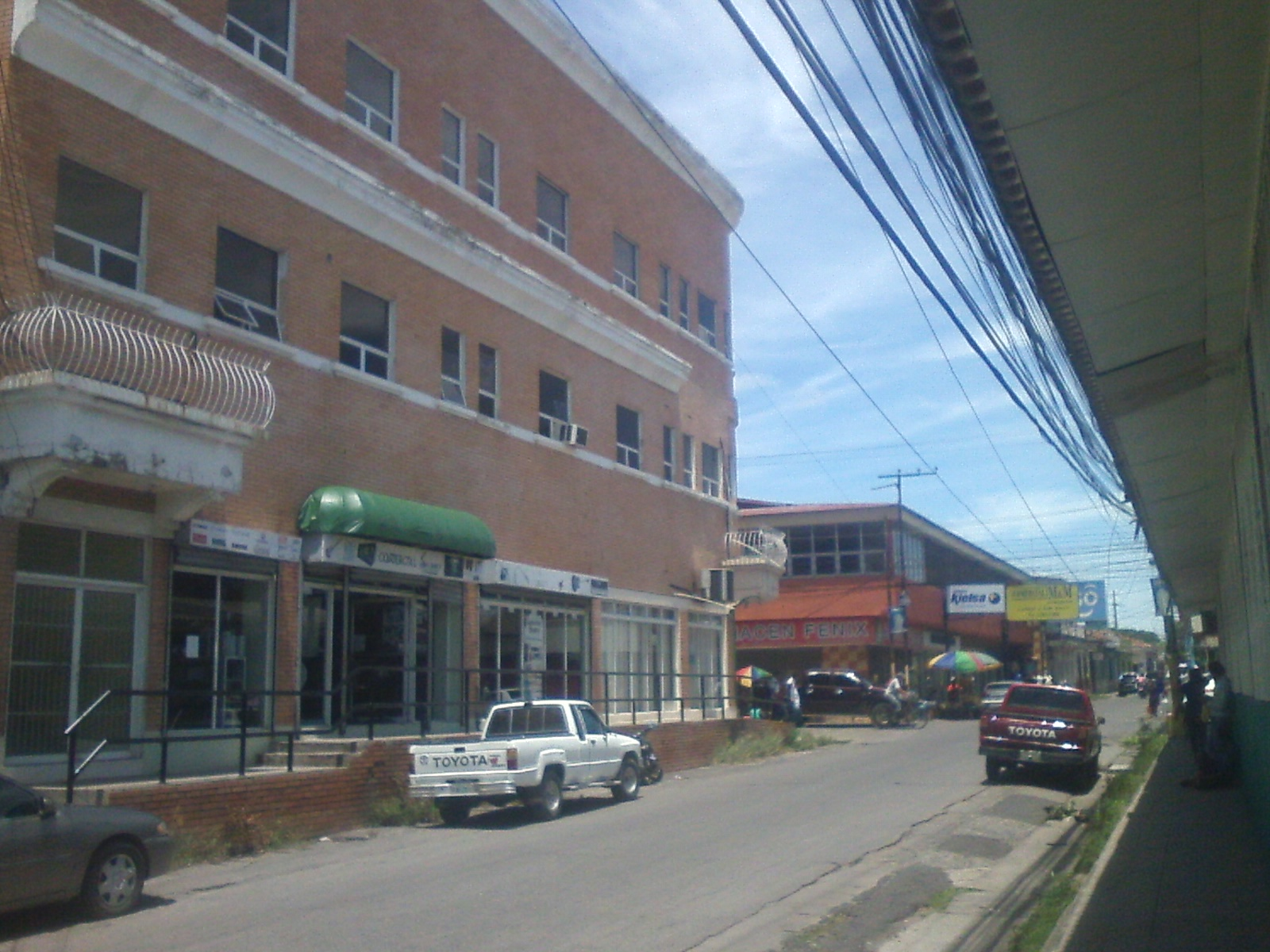
Centro de la ciudad

### Salud
La ciudad cuenta con el Hospital Regional del Sur, ordenado construir mediante Decreto No. 133 de fecha 9 de abril de 1925, y oficialmente inaugurado hasta 1931. Aparte de los Centros de Salud municipales y otras clínicas que atienden dentro del territorio departamental.

### Seguridad
La ciudad de Choluteca es uno de los municipios más seguros de Honduras con una tasa de mortalidad por causa violenta correspondiente a la tercera parte de la media nacional.

### Medios de comunicación
La ciudad cuenta con varios canales de televisión, analógicos y digitales:
El espectro UHF lo componen:

 
Canales de televisión digital en Choluteca:

| Canal | Nombre          |
| ----- | --------------- |
| 21    | Prensa Libre TV |
| 27    | Choluvisión     |
| 42    | Metro TV        |
| 47    | TVS             |

| Canal    | Frecuencia | Resolución   |
| -------- | ---------- | ------------ |
| Televida | 18.1       | 480i         |
| Metro TV | 39.1       | 480i Y 1080i |
| TVS      | 42.1       | 480i         |

## Transporte

### Terrestre
La ciudad está rodeada por el anillo periférico que cubre todo lo largo de la zona este de la ciudad. Choluteca también está conectada a la Carretera Panamericana, donde uno puede ir al norte (hacia Tegucigalpa), al sur (hacia Nicaragua); hay otras salidas hacia pueblos cercanos.

### Aéreo
Choluteca cuenta con una pista aérea de 1111 m de largo y 22 m de ancho con capacidad para aviones medianos, que fue de mucha utilidad en 1998 durante los acontecimientos del huracán Mitch. Actualmente y desde el mes de abril de 2017, inició un programa de vuelos regulares entre Tegucigalpa y Choluteca la empresa CM Airlines. Los vuelos están programados los días lunes, martes y viernes. Pasajeros pueden reservar en la página web www.cmairlines.com

## Deportes
La ciudad cuenta con dos estadios de fútbol, el más antiguo es el Fausto Flores Lagos con capacidad para 5500 personas, fue el estadio del Club Deportivo Broncos. En el año 2017, se inaugura el Estadio Emilio Williams Agasse, siendo uno de los más modernos del país, contando con la distinción de ser el primer estadio de la liga nacional en contar con grama artificial.

## Personas destacadas
- Abraham Williams Calderón, Presidente del Congreso Nacional y vicepresidente de Honduras.
- Azucena Ordóñez Rodas, Poeta y escritora. miembro de la Academia Estadounidense de Literatura Moderna. Es una figura representativa de la literatura contemporánea en Estados Unidos y en los cinco continentes.
- Dionisio de Herrera, Primer Jefe Supremo del Estado de Honduras.
- José Cecilio del Valle, político y figura del Acta de Independencia.
- Justo Vicente José de Herrera y Díaz del Valle, 13º Jefe de Estado de Honduras.
- Mauricio Oliva, Presidente del Congreso Nacional
- Dania Prince, Miss Tierra 2003